# Ptîce, Bilopillea
Ptîce (în ucraineană Птиче) este un sat în comuna Luțîkivka din raionul Bilopillea, regiunea Sumî, Ucraina.

## Demografie
Componența lingvistică a localității Ptîce
     Ucraineană (96,3%)
     Rusă (3,7%)
Conform recensământului din 2001, majoritatea populației localității Ptîce era vorbitoare de ucraineană (96,3%), existând în minoritate și vorbitori de rusă (3,7%).